# Motel Valkirias
Motel Valkirias és una sèrie de televisió portuguesa-espanyola creada per Ghaleb Jaber Martínez per a les cadenes públiques RTP1 (de Portugal) i TVG (de Galícia). És protagonitzada per Maria João Bastos, María Mera i Marina Mota. Es va estrenar a Portugal en RTP1 el 27 de febrer de 2023, i després va arribar l'1 de març de 2023 a HBO Max en tota Espanya, per a després estrenar-se el 6 de març de 2023 exclusivament en TVG a Galícia.

## Argument
A un motel situat a la frontera entre Espanya i Portugal viuen tres dones que es troben en situació desesperada. Carolina (Marina Mota), la propietària, està en fallida i ha perdut a algú molt important a la seva vida. Lucía (María Mera) s’hi amaga del seu exmarit, perquè ha fugit amb la seva filla petita; i Eva (Maria João Bastos) és una actriu que es troba en declivi. Un dia s’hi allotja al motel Eligio (Miro Magariños), un client que transporta una mercaderia valuosa. Les tres dones desesperades es fan amigues per tal de trobar el botí i poder sortir de les seves situacions personals. Tanmateix, això els convertirà en objectiu dels Mendoza, una perillosa banda que es dedica a blanquejar diners, i a qui pertany el botí.

## Repartiment
- Maria João Bastos com Eva Santana
- María Mera com Lucía Veiga
- Marina Mota com Carolina Carneiro

## Capítols
| Núm. | Títol           | Direcció                      | Guió                                                                           | Data d'emissió original |                    |
| ---- | --------------- | ----------------------------- | ------------------------------------------------------------------------------ | ----------------------- | ------------------ |
| 1    | «Capítulo I»    | Alex Sampayo y Jorge Queiroga | Raquel Arias, Alba Araújo, José Manuel Gancedo, Patricia Müller i Ghaleb Jaber | 27 de febrer de 2023    | 6 de març de 2023  |
| 2    | «Capítulo II»   | Alex Sampayo i Jorge Queiroga | Raquel Arias, Alba Araújo, José Manuel Gancedo, Patricia Müller i Ghaleb Jaber | 6 de març de 2023       | 13 de març de 2023 |
| 3    | «Capítulo III»  | Alex Sampayo i Jorge Queiroga | Raquel Arias, Alba Araújo, José Manuel Gancedo, Patricia Müller i Ghaleb Jaber | 13 de març de 2023      | 20 de març de 2023 |
| 4    | «Capítulo IV»   | Alex Sampayo i Jorge Queiroga | Raquel Arias, Alba Araújo, Patricia Müller i Ghaleb Jaber                      | 20 de març de 2023      | 27 de març de 2023 |
| 5    | «Capítulo V»    | Alex Sampayo y Jorge Queiroga | Raquel Arias, Alba Araújo, Patricia Müller i Ghaleb Jaber                      | 27 de març de 2023      | 3 d'abril de 2023  |
| 6    | «Capítulo VI»   | Alex Sampayo i Jorge Queiroga | Raquel Arias, Alba Araújo, Patricia Müller i Ghaleb Jaber                      | 3 d'abril de 2023       | 10 d'abril de 2023 |
| 7    | «Capítulo VII»  | Alex Sampayo i Jorge Queiroga | Raquel Arias, Alba Araújo, Manuel Darriba, Patricia Müller i Ghaleb Jaber      | 10 d'abril de 2023      | 17 d'abril de 2023 |
| 8    | «Capítulo VIII» | Alex Sampayo i Jorge Queiroga | Raquel Arias, Alba Araújo, Patricia Müller i Ghaleb Jaber                      | 17 d'abril de 2023      | 24 d'abril de 2023 |

## Producció
El rodatge de Motel Valkirias va començar al municipi gallec de Teo al gener de 2022. Altres punts de rodatge van incloure llocs de les províncies de Ourense i La Corunya, així com Santiago de Compostel·la i la localitat portuguesa de Montalegre.

## Llançament
El 17 de febrer de 2023, RTP va anunciar que Motel Valkirias s'estrenaria a Portugal a RTP1 i RTP Play el 27 de febrer de 2023. El 20 de febrer de 2023, es va confirmar que la sèrie arribaria a HBO Max en tota Espanya l'1 de març de 2023, abans de la seva estrena a TVG el 6 de març de 2023.